# Castelfalfi
Castelfalfi ist ein italienisches Dorf (Fraktion, italienisch frazione), das zur Gemeinde Montaione in der Metropolitanstadt Florenz gehört.

## Geschichte

### Namensgeschichte
Castelfalfi ist ein mittelalterliches Dorf (Borgo). Aus einem Schriftstück aus dem Jahre 754 geht hervor, dass der ursprüngliche Name Castellum Faolfi oder Farolfi langobardischen Ursprungs ist.

### Frühgeschichte
Erste Siedler waren – soweit nachweisbar – die Etrusker, die vor rund 2500 Jahren auch die Gegend um Castelfalfi bewohnten.
Aus der Römerzeit und dem frühen Mittelalter ist nur wenig über Castelfalfi bekannt. Historiker sind sich jedoch einig, dass die Gegend nur sehr dünn besiedelt war. Die „Barbaren“ scheinen die einzigen gewesen zu sein, die in diesem Landstrich siedelten. Später ließ sich der Langobarde Walfredo, Sohn von Ratgauso und Stammvater des Adelsgeschlecht Della Gherardesca, hier nieder, als er das Dorf von der Abtei Monteverdi geschenkt bekam. 1139 verkaufte sein Nachfahre Ranieri Della Gherardesca seinen Anteil am Castello für 100 Lire an den Bischof von Volterra.

### 13. bis 15. Jahrhundert
Florenz gewann immer mehr an Einfluss. Im Jahr 1230 wurden Castelfalfi und die umliegenden Dörfer San Miniato unterstellt, das seinerseits unter florentinischer Vorherrschaft stand. Auch wenn ansässige Adelsfamilien gegen diese Vorherrschaft rebellierten, blühte Castelfalfi unter florentinischer Herrschaft auf. Die aufsässigen Familien wurden abgestraft und Teile des Borgo beschlagnahmt. 1370 wurde Castelfalfi direkt Florenz unterstellt. Eine bekannte Persönlichkeit aus dieser Zeit ist Bertino da Castelfalfi. Der großherzige Landwirt half den Armen im Krieg zwischen Florenz und dem Grafen von Virtú.

### 16. bis 18. Jahrhundert
Im Krieg zwischen Florenz und Siena im Jahre 1554 wurde Castelfalfi geplündert und größtenteils zerstört. Mit dem darauffolgenden Wiederaufbau gingen weite Teile des Dorfes in den Besitz der Familie Biondi über, die die Dorfsanierung finanzierte. Nach der Landreform des Großherzogs von Florenz im Jahre 1774 wurde Castelfalfi wieder zu einer Gemeinde unter der Verwaltung Montaiones vereint. In dieser Blütezeit stieg die Einwohnerzahl auf 476 Einwohner an. Da die Familie Biondi die reichste Familie des Landguts war, ging der Besitz und die Verwaltung Castelfalfis an sie über.

### Die große Landflucht im 20. Jahrhundert
Anfang des 20. Jahrhunderts wurde im Borgo eine Tabakfabrik errichtet und im Zusammenhang damit wurden auch die Straßen um das Dorf ausgebaut. Die Nachkriegszeit brachte nach langen Jahren der Entbehrung in den 1950er Jahren endlich den wirtschaftlichen Aufschwung nach Italien. Allerdings führten diese Entwicklungen in so abgelegenen Dörfern wie Castelfalfi zu Abwanderungen in die aufstrebenden Industriezonen im Norden Italiens. Die 1950er und 60er Jahre waren hauptsächlich bestimmt von Landflucht. Castelfalfi wurde nahezu vollständig entvölkert.
Die verlassene Ortschaft inmitten der weiten Hügel der Toskana war 2002 Schauplatz der Pinocchio-Verfilmung Roberto Benignis.

## Rückgewinnung des Dorfes
Nach der jahrzehntelangen Verwaltung durch die Familie Biondi wurde Castelfalfi 1965 von der Tuchhändlerfamilie Benelli aus Prato gekauft. Nachdem diese bankrottgingen, verkauften sie 1980 Castelfalfi an Mailänder Unternehmer. Nach dreijährigen Verhandlungen mit den toskanischen Behörden bekamen sie die Erlaubnis für ein ambitioniertes Projekt, das die Landwirtschaft in dieser Gegend revitalisieren und den Tourismus fördern sollte. Die Hälfte der bestehenden Häuser wurde zu Touristenappartements umgebaut. Es entstanden ein Restaurant im Castello, ein Schwimmbad, ein 18-Loch-Golfplatz und Tennisplätze. Wegen fehlender finanzieller Mittel wurde die Restrukturierung nur halb realisiert. Das Geldinstitut, das das Bauvorhaben finanzierte, musste Konkurs anmelden.
Nach dem Scheitern des ambitionierten Projekts wurde Castelfalfi wieder Eigentum der Gemeinde, die es kurz danach zum Verkauf freigab. Es gab viele Interessenten – darunter auch Silvio Berlusconi und Sarah Ferguson, ohne dass es zunächst zu einem Vertragsabschluss kam.
Nachdem das Dorf nur noch zirka fünf Einwohner hatte, erwarb es die TUI AG 2007, um es zum größten Tourismusprojekt Italiens zu machen. Es sollte dort unter dem Namen Tenuta di Castelfalfi eine luxuriöse Dorfanlage entstehen, bei Erhaltung der historischen Bausubstanz. 2013 sollte das Projekt, in das bis dahin etwa 160 Millionen Euro investiert wurden, abgeschlossen sein. Die Vermarktung lief aber nicht wie geplant, so dass das Projekt zunächst zeitlich gestreckt wurde, und sollte nach Plänen im Jahre 2018 fertiggestellt sein. Im Jahre 2017 wurde das Fünf-Sterne-Hotel Il Castelfalfi – TUI Blue Selection eröffnet.
Im Mai 2021 wurde das gesamte Toskana-Dorf von TUI wegen finanzieller Probleme aufgrund der Corona-Pandemie laut FAZ „an einen niederländischen Käufer aus dem Imperium einer indischen Unternehmerfamilie“ verkauft.

## Sehenswürdigkeiten

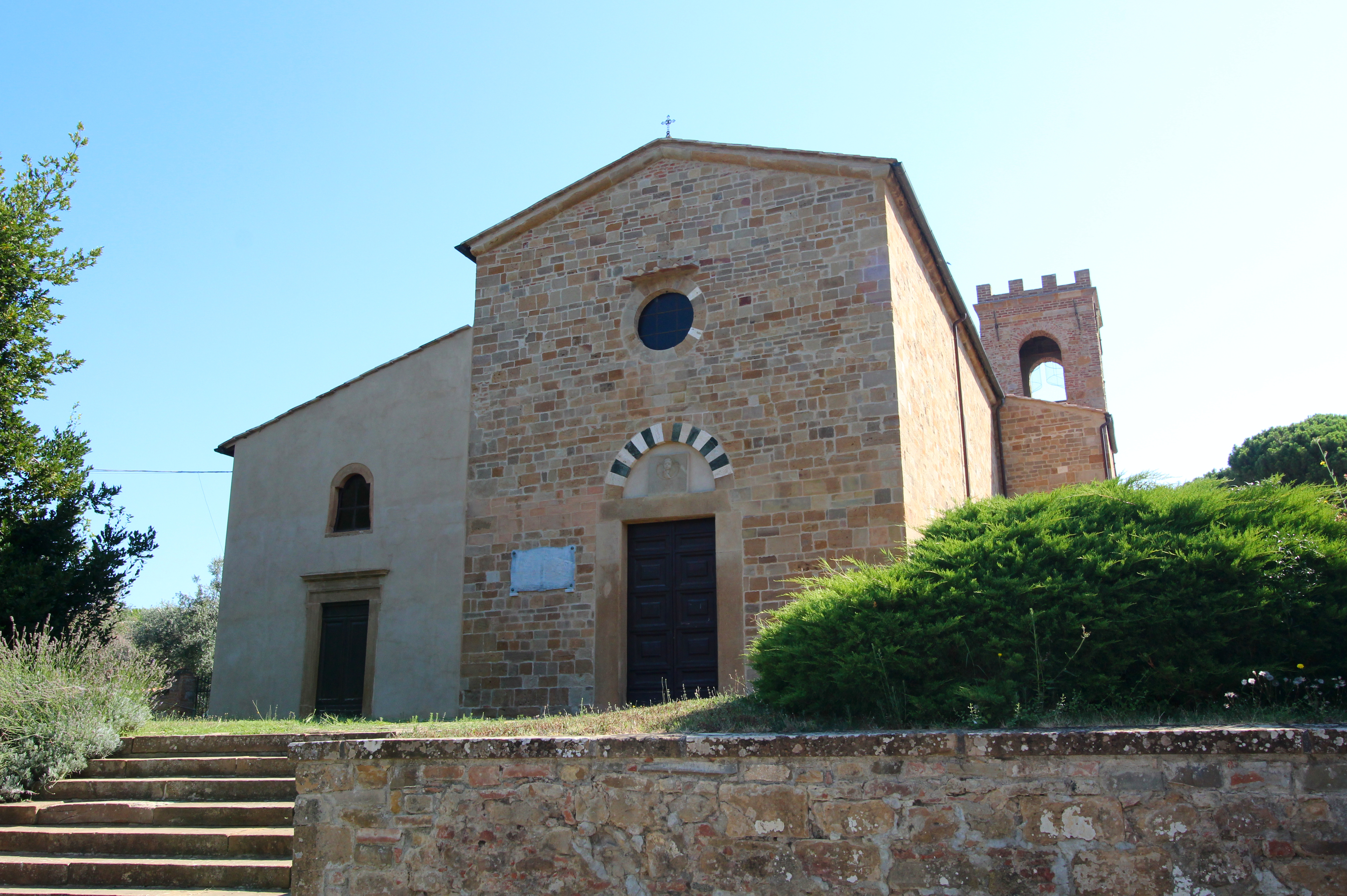
Die Kirche San Floriano

- San Floriano, um das Jahr 1000 entstandene Kirche. Wurde 1511 neu errichtet und hatte von 1845 bis 1920 eine Loggia vor der Fassade. Die Kirche wurde 1920 und 2014 renoviert.[8]
- In den 1970er Jahren wurde auf einem Landgut das Skelett eines Wals ausgegraben, dessen Alter auf 3,5 Millionen Jahre geschätzt wird. Es ist im Museo Comunale di Montaione ausgestellt.[9]